# 차천로영당
차천로영당은 대한민국 충청남도 당진시 대호지면 적서리 409에 있는 사당이다. 1993년 5월 21일 당진시의 향토유적 제2호로 지정되었다.

## 개요
오산공 차천로의 초상회를 모신 사당으로서 오산영각이라고도 한다.

## 같이 보기
- 차천로